# Cruquiusstraat (Amsterdam)
De Cruquiusstraat is een straat op de Oostelijke Eilanden in Amsterdam-Centrum.
De straat maakt onderdeel uit van de Czaar Peterbuurt. De straat begint in wezen aan de Conradstraat, maar in het verlengde ligt nog een gedeelte tot de Oostenburgervaart, dat echter qua huisnummering tot de Conradstraat wordt gerekend. De straat loopt naar het zuidoosten, kruist de Czaar Peterstraat en Blankenstraat en eindigt op de Kraijenhoffstraat. Vandaaruit kan men nog rechtdoor het Funenpark in. Aan de Cruquiusstraat staan geen gebouwen die benoemd zijn tot gemeentelijk of rijksmonument, echter de twee woonblokken tussen de Blankenstraat en Kraijenhoffstraat, die "doodlopen" op de Cruquiusstraat zijn dat wel. Het zijn de woningen van de Amsterdamsche Vereeniging tot het bouwen van Arbeiderswoningen.
De straat is net als de nabijgelegen Cruquiuskade vernoemd naar Nicolaus Cruquius. De Cruquiusweg kent dezelfde vernoeming maar ligt aan de andere kant van de spoorlijn en Panamalaan; het zogenaamde Cruquiusgebied, de straat behoort daar niet toe.